# Adolf Gaspary
Adolf Robert Gaspary, född den 23 maj 1849 i Berlin, död där den 17 mars 1892, var en tysk litteraturhistoriker. 
Gaspary var från 1880 professor i romanska språk i Breslau. Han skrev bland annat Die sizilianische Dichterschule des 13. Jahrhunderts (1878) och Geschichte der italienischen Literatur (2 band, 1885-88, ofullbordat, sträcker sig in på 1500-talet).